# 5 Brygada Pancerna „Skorpion”
5 Brygada Pancerna „Skorpion” (5 BPanc) – związek taktyczny Wojsk Pancernych Sił Zbrojnych Rzeczypospolitej Polskiej

## Formowanie i zmiany organizacyjne
Brygada została sformowana w 1994 roku na bazie 102 Pułku Zmechanizowanego, w składzie 10 Sudeckiej Dywizji Zmechanizowanej. Jednostka od chwili powstania stacjonowała w Opolu przy ul. Domańskiego, później po zmianie dyslokacji w Opolu-Szczepanowicach, przy ul. Prószkowskiej 76.
W grudniu 1998 brygadę podporządkowano dowódcy Krakowskiego Okręgu Wojskowego, a w 1999 włączono ją do Korpusu Powietrzno-Zmechanizowanego. Razem z 14 Brygadą Pancerną z Przemyśla stanowiła ona trzon sił lądowych korpusu.
W 2001, po rozwiązaniu Korpusu Powietrzno-Zmechanizowanego, brygada została rozformowana.

## Tradycje
Brygada przejęła tradycje 4 Pułku Pancernego „Skorpion” z 2 Warszawskiej Dywizji Pancernej Polskich Sił Zbrojnych na Zachodzie. Żołnierze brygady nosili na beretach metalowy znak skorpiona.
W 1999 powstało w Opolu Stowarzyszenie "Pancerny Skorpion" skupiające weteranów 4 Pułku Pancernego „Skorpion” oraz byłych żołnierzy 5 Brygady Pancernej.

## Struktura organizacyjna (1995)
- dowództwo i sztab
- batalion dowodzenia
- 1 batalion czołgów
- 2 batalion czołgów
- 1 batalion zmechanizowany
- dywizjon przeciwlotniczy
- dywizjon artylerii samobieżnej
- dywizjon artylerii przeciwpancernej
- kompania rozpoznawcza
- kompania saperów
- kompania zaopatrzenia
- kompania remontowa
- kompania medyczna

Sprzęt bojowy: podstawowy sprzęt brygady stanowiły czołgi średnie T-72M1, bojowe wozy piechoty BWP-1, samobieżne haubiece 2S1 Goździk, samobieżne działa przeciwlotnicze ZSU-23-4 i opancerzone samochody rozpoznawcze BRDM-2.

## Dowódcy brygady
- ppłk dypl. Ryszard Kubacki
- ppłk dypl. Marek Ryszelewski
- ppłk Jan Brzozowski

## Przekształcenia
26 pułk czołgów i artylerii pancernej → 13 batalion czołgów i artylerii pancernej → 26 pułk czołgów średnich → 27 pułk czołgów → 102 pułk zmechanizowany → 5 Brygada Pancerna „Skorpion”